# ワクフバンクSK
ワクフバンク・スポル・クリュビュ（トルコ語: Vakıfbank Spor Kulübü, 英語: Vakıfbank Sports Club）は、トルコ・イスタンブールを本拠地とする女子バレーボールクラブであり、世界クラブ選手権で歴代最多3回の優勝を誇る。

## 歴史
1986年創設。1999年に保険業のギュネシュ・スィゴルタにトルコ・ワクフラル・バンカス（Türkiye Vakıflar Bankası 現ワクフバンク VakıfBank）スポーツクラブが合併してワクフバンク・ギュネシュ・スィゴルタが出来た。欧州チャンピオンズリーグでは1998年と1999年に準優勝、2010-2011年、2012-2013年シーズンは優勝した
2009-2010年シーズンよりワクフバンク・ギュネシュ・スィゴルタ（VakıfBank Güneş Sigorta Istanbul)に、アンカラに本拠地を置いたチームテュルクテレコム・アンカラ（Türk Telekom Ankara）が合併してワクフバンク・ギュネシュ・スィゴルタ・テュルクテレコム（VakıfBank Güneş Sigorta Türk Telekom）と長い名前になった。
CEVが主催する大会ではチーム名が長過ぎる為「V.G.S T.Telekom Istanbul」などと表記された。
2011-2012年シーズンからは、ギュネシュ・スィゴルタが撤退し現在のチーム名に変更された。
2012-2013年シーズンからは、テュルクテレコムが撤退しワクフバンクがチーム名になった。
2012年10月、全日本女子バレー代表のエース・木村沙織選手が加入した。

## チーム名遍歴
- 1986-1999：ギュネシュ・スィゴルタ
- 1999-2009：ワクフバンク・ギュネシュ・スィゴルタ
- 2009–2011：ワクフバンク・ギュネシュ・スィゴルタ・テュルクテレコム
- 2011–2012：ワクフバンク・テュルクテレコム
- 2012–：ワクフバンク

## 主な成績
バレーボール女子世界クラブ選手権
- 優勝：2013、2017、2018

 欧州チャンピオンズリーグ
- 優勝：2011、2013
- 準優勝：1998、1999、2014

 トルコリーグ
- 優勝：1991-1992, 1992-1993, 1996-1997, 1997-1998, 2003-2004, 2004–2005, 2012–2013

 トルコカップ
- 優勝：1994-1995, 1996-1997, 1997-1998, 2012-13

### 現在の選手
2024-25年シーズンの登録選手は次の通り。
| 背番号 | 名前                       | ポジション           | 身長 | 備考       |
| ------ | -------------------------- | -------------------- | ---- | ---------- |
| 1      | アレクサンドラ・フランティ | アウトサイドヒッター | 1.85 |            |
| 3      | ジャンス・オズバイ         | セッター             | 1.82 |            |
| 5      | アイチャ・アイカチ         | リベロ               | 1.76 |            |
| 6      | Ilayda Naz Gergef          | リベロ               | 1.74 |            |
| 7      | キアラ・バンライク         | オポジット           | 1.88 |            |
| 9      | カテリーナ・ボゼッティ     | アウトサイドヒッター | 1.79 |            |
| 10     | ケンドール・キップ         | オポジット           | 1.96 |            |
| 11     | Sıla Çalışkan              | セッター             | 1.86 |            |
| 12     | 袁心玥                     | ミドルブロッカー     | 2.01 |            |
| 15     | デニズ・ウヤヌク           | ミドルブロッカー     | 1.93 |            |
| 16     | Aylin Sarıoğlu Acar        | リベロ               | 1.70 |            |
| 17     | デリヤ・ジェベジオール     | アウトサイドヒッター | 1.81 |            |
| 18     | ゼーラ・ギュネシュ         | ミドルブロッカー     | 1.98 | キャプテン |
| 21     | Bahar Akbay                | ミドルブロッカー     | 1.96 |            |
| 22     | Selin Yener                | セッター             | 1.77 |            |
| 23     | マリーナ・マルコワ         | アウトサイドヒッター | 1.97 |            |

## 歴代所属選手
| - オズレム・オズチェリック - アイスン・オズベク - ペリン・チェリック - デニズ・ハクイェメズ - ネスリハン・ダルネル - ネディナ・オネル - ギョズデ・クルダル・ソンスルマ - ニライ・オズデミル - オズゲ・チェンベルジ - ナズ・アイデミル - バハル・トクソイ - ギゼム・ギュレシェン - メリエム・ボズ - ポレン・ウスルペフリワン - ギョズテ・ユルマズ - ハティジェ・オルゲ - キュブラ・アクマン - ジャンス・オズバイ - トゥーバ・シェノール - マウゴジャータ・グリンカ - クリスティーナ・シュルツ - シルビア・ロル - アンゲリナ・グリューン - クリスティアネ・フュルスト | - イェレナ・ニコリッチ - ヨバナ・ブラコチェビッチ - マーヤ・オグニェノビッチ - マーヤ・ポリャク - 木村沙織 - オレーナ・ウスティメンコ - リーカ・レトネン - アンネリス・バルガス - ヴィクトリア・ラヴァ - カロリーナ・コスタグランデ - シェイラ・カストロ - ミレーナ・ラシッチ - デビー・スタム - ロビン・デクライフ - アンネ・バイス - ロンネケ・スローティエス - ニカ・ダールデロップ - エリツァ・バシレバ - キンバリー・ヒル - ミシェル・バーチ - ケルシー・ロビンソン - 朱婷 - パオラ・エゴヌ - イザベル・ハーク |